# Arquitetura orgânica

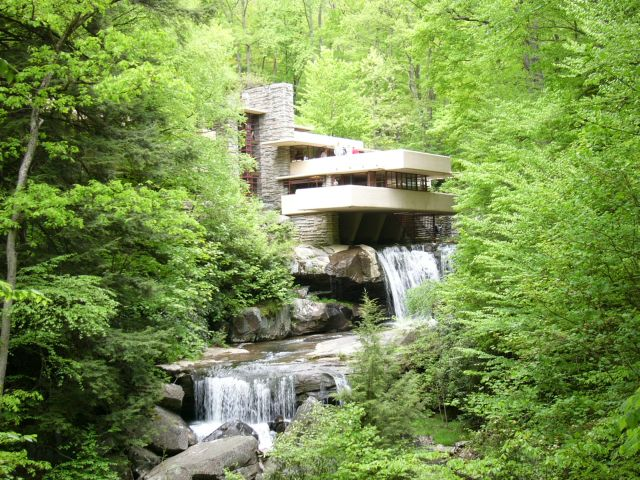
A Casa da Cascata de Frank Lloyd Wright na Pensilvânia.

A arquitetura orgânica, arquitetura organicista ou ainda organicismo foi uma escola da arquitetura moderna influenciada pelas ideias do arquiteto estado unidense, Frank Lloyd Wright. Sua ideologia promove a harmonia entre a habitação humana e a natureza. 
Apesar de ter surgido nos Estados Unidos, a ideologia se desenvolveu ao redor de todo o mundo, com destaques como o arquiteto europeu Alvar Aalto. A arquitetura orgânica teve maior incidência na Europa do Norte.
O conceito do organicismo foi desenvolvido através das pesquisas de Frank Lloyd Wright, que acreditava que uma casa deve nascer para atender às necessidades das pessoas e do caráter do país como um organismo vivo e, com isso, o design é pensado para se aproximar de uma construção integrada ao máximo com seu terreno e seu entorno. Sua convicção era de que os edifícios influenciam profundamente as pessoas que neles residem, trabalham ou rezam, e por esse motivo o arquiteto é um modelador de homens.
De uma forma geral, a arquitetura orgânica é considerada como um contraponto (e em certo sentido, uma reação) à arquitetura racionalista influenciada pelo International style de origem europeia.

## Histórico
O termo "arquitetura orgânica" foi criado por Frank Lloyd Wright (1867-1959), arquiteto responsável pelos projetos da casa Fallingwater (A casa da Cascata) e do Museu Solomon R. Guggenheim em Nova York. 
A ideia da arquitetura orgânica se refere não só para a relação literal das construções e o entorno natural, mas também em como o próprio design dessas construções é pensado e desenvolvido para ela funcionar como um organismo em sua totalidade. 
Essa arquitetura é ampla e possui um alinhamento entre a natureza e a filosofia humanista, que em termos arquitetônicos transformam as formas em mais adaptáveis e agradáveis para o humano, trazendo um aspecto menos rígido. A obra passa a ser considerada um organismo vivo, com elementos que respeitam a natureza e aprimoram características básicas, aproximando a arquitetura de atividades comuns e diárias. 

## Notáveis arquitectos organicistas
- Alvar Aalto
- Anton Alberts
- Laurie Baker
- Claude Bragdon
- Nari Gandhi
- Antoni Gaudí
- Bruce Goff
- Neville Gruzman
- Hugo Häring
- Friedensreich Hundertwasser
- Kendrick Bangs Kellogg (nascido a 1934)
- John Lautner
- Imre Makovecz
- Eero Saarinen
- Hans Scharoun
- Gustav Stickley
- Louis Sullivan
- Rudolf Steiner
- Ivan Taslimson
- Frank Lloyd Wright (1867–1959)
- Bruno Zevi
- Toyo Ito
- Catarina Barreiros
- Moti Bodek
- Jéssica Costa
- Paulo Mortalhas